# Олівер Гоар
Олівер Гоар (англ. Oliver Hoare, нар. 29 січня 1997) — австралійський легкоатлет, який спеціалізується в бігу на середні та довгі дистанції.

## Спортивні досягнення
Чемпіон Ігор Співдружності у бігу на 1500 метрів (2022).
Фіналіст (11-е місце) олімпійських змагань з бігу на 1500 метрів (2021).
Фіналіст (5-е місце) змагань з бігу на 1500 метрів на чемпіонаті світу в приміщенні (2022).
Рекордсмен Океанії у бігу на 1 милю.
Рекордсмен Океанії в приміщенні у бігу на 1500 метрів. 1 милю та 5000 метрів.